# Prime Suspect
Prime Suspect é um série de televisão estadunidense policial que estreou na NBC em 22 de setembro de 2011. A série estrela Maria Bello como a detetive Jane Timoney. O show é uma releitura  da versão britância de mesmo nome. Prime Suspect foic raido por Lynda La Plante e foi desenvolvido por Alexandra Cunningham, que também atua como produtora executiva e roteirista. Peter Berg atua como produtor executivo e diretor. Sarah Aubrey, Julie Meldal-Johnson, Paul Buccieri, Lynda La Plante e John McNamara são executivos da série, que é produzida pela Universal Media Studios, ITV Studios America e Film 44.
Em 14 de novembro de 2011 a  NBC anunciou que iria trocar Prime Suspect nas noites de terça feira com The Firm, em 12 de janeiro de 2012.
 Entrementes, a emissora afirmou que estaria “considerando anternativas” após os treze episódios serem transmitidos. O último episódio foi transmitido na NBC em 22 de janeiro de 2012.

## Sinopse
Produzido por Peter Berg e Alexandra Cunningham, o drama policial "Prime Suspect"  segue os bastidores do Departamento de Homicídios da Polícia de Nova Iorque.  A série apresenta Maria Bello como a detetive JaneTimoney,  até então uma estranha que acaba de ser transferida sendo logo hostilizada pelos colegas. Jane é confiante e focada, sendo um pouco rude, e, na maioria das vezes, imprudente. Ela tem seus vícios, e os boatos sobre como ela começou o trabalhar começa a seguir-la, mas no final do dia ela se mostra uma policial brilhante.

## Elenco
- Maria Bello como  Det. Jane Timoney
- Brían F. O'Byrne como  Det. Reg Duffy
- Kirk Acevedo como  Det. Luisito Calderon
- Peter Gerety como  Desmond Timoney, pai de Jane.
- Tim Griffin como Det. Augie Blando
- Damon Gupton como Det. Evrard Velerio
- Elizabeth Rodriguez apareceu como Det. Carolina Rivera (quarto episódios)
- Joe Nieves como Det. Eddie Gautier (apenas piloto)
- Kenny Johnson como  Matt Webb
- Aidan Quinn como  Lt. Kevin Sweeney

## Produção
Um remake americano da série britânica foi previamente encomendado pela NBC em setembro de 2009. Hank Steinberg, o criador da série Without a Trace, foi chamado para para escrever e produzir o executivo piloto de duas horas. No início de 2010, Erwin Stoff e Paul Buccieri foram convidados para trabalhar como produtores executivos. Ao final de fevereiro, o projeto foi colocado em espera, pois não havia sido encontrada uma atriz para personagem principal. Em julho de 2010, a Universal Media Studios assinou um novo contrato com a Film 44, a empresa de produção de Peter Berg e Sarah Aubrey. Como parte do acordo, os dois assumiram o desenvolvimento de Prime Suspect.
No início de 2011, a NBC deu  luz verde para produzir um roteiro do piloto. No final de maio, a NBC anunciou que Prime Suspect iria estrear na quinta-feira de 22 de setembro de 2011.
Foi anunciado no início de agosto que Maria Bello iria estrelar como a personagem principal Jane Timoney. A série é filmada em Los Angeles, embora a seja baseada emNova Iorque.

## Audiência
| Nome | Título                         | Data de Trasnmissão    | Audiência | Telespectadores (em milhões) | Posição | Referência |
| ---- | ------------------------------ | ---------------------- | --------- | ---------------------------- | ------- | ---------- |
| 1    | "Piloto"                       | 22 de setembro de 2011 | 1.8       | 6.05                         | #3      | [ 11 ]     |
| 2    | "Carnivorous Sheep"            | 29 de setembro de 2011 | 1.5       | 5.69                         | #3      | [ 12 ]     |
| 3    | "Bitch"                        | 6 de outubro de 2011   | 1.5       | 5.04                         | #3      | [ 13 ]     |
| 4    | "Great Guy, Yet Dead"          | 13 de outubro de 2011  | 1.3       | 4.50                         | #3      | [ 14 ]     |
| 5    | "Regrets, I've Had a Few"      | 27 de outubro de 2011  | 1.1       | 4.03                         | #3      | [ 15 ]     |
| 6    | "Shame"                        | 3 de novembro de 2011  | 1.2       | 4.51                         | #3      | [ 16 ]     |
| 7    | "Wednesday's Child"            | 10 de novembro de 2011 | 1.3       | 4.86                         | #3      | [ 17 ]     |
| 8    | "Underwater"                   | 17 de novembro de 2011 | 1.1       | 4.39                         | #2      | [ 18 ]     |
| 9    | "Gone to Pieces"               | 1 de dezembro de 2011  | 1.3       | 4.69                         | #2      | [ 19 ]     |
| 10   | "A Gorgeous Mosaic"            | 15 de dezembro de 2011 | 0.9       | 3.70                         | #2      | [ 20 ]     |
| 11   | "The Great Wall of Silence"    | 22 de dezembro de 2011 | 1.0       | 4.44                         | #2      | [ 21 ]     |
| 12   | "Ain't No Sunshine"            | 22 de janeiro de 2012  | 0.8       | 4.31                         | #3      | [ 22 ]     |
| 13   | "Stuck in the Middle with You" | 22 de janeiro de 2012  | 0.7       | 3.65                         | #3      | [ 22 ]     |

A estréia da série foi visto por cerca de 6.05 milhões de telespectadores com uma pontuação de 1,8 de audiência. A série tem recebido avaliações positivas de críticos e espectadores. A série recebeu 66/100 com base em 26 comentários no siteMetacritic, que indica a série como geralmente favorável. A maioria das críticas encontrados elogiam o desempenho de Maria Bello como a  Det. Jane Timoney. Mo Fathelbab de BuzzFocus  disse: "A versão americana de Prime Suspect é o meu programa favorito na televisão. Pode ser muito bem considerado como a melhor estréia dessa temporada.  É uma série inteligente, não-condescendente e é ancorado por um desempenho fantástico de Maria Bello ". Eric Blattberg disse: "O que faz Prime Suspect atraente o suficiente para ver onde esse show vai é seu elenco notável. Este programa não é realmente mau ao todo, sua uma hora de duração é agradável, mas vai precisar de muito de trabalho para evitar ser perdido na quantidade de shows policiais estabelecidos, sem mencionar o fato de que é transmitido contra os pesos pesados de quinta-feira ".

## Distribuição internacional
| País          | Canal        | Data de estreia   |
| ------------- | ------------ | ----------------- |
| Australia     | Nine Network | 28 September 2011 |
| Canada        | Global TV    | 22 September 2011 |
| Portugal      | TVSéries     | 19 Julho 2012     |
| Nova Zelândia | TV One       | Autumn 2011       |

## Prime SuspectReino Unido
Prime Suspect é a versão original britânica da série. Foi produzida entre 1991 e 2006, e transmitida no Brasil pelos canais Multishow e HBO.

A série tinha como personagem principal a investigadora Jane Tennison (interpretada por Helen Mirren) que além de lutar contra o crime, tinha que se firmar entre seus subordinados e chefes do sexo masculino.
A série teve sete temporadas, cada temporada com um único episódio de aproximadamente 200 minutos, exceto a quarta temporada, que teve 3 episódios de aproximadamente 100 minutos cada.